# Corporación de Radio y Televisión Española
Corporación de Radio y Televisión Española, S.A. je státní veřejnoprávní korporace, která poskytuje rozhlasové a televizní vysílání. Od ledna 2010 je financována výhradně z veřejných dotací. V roce 1955 se vysílatel stal aktivním členem Evropské vysílací unie.

## Historie
V celé své historii společnost prošla mnoha restrukturalizacemi a reorganizacemi, mnohokrát byla i přejmenována. Historie začíná v roce 1937, kdy bylo zahájeno první vysílání rozhlasu Radio Nacional de España (RNE) z města Salamanca. V prvních letech existence rozhlas sloužil jako nástroj propagandy nacionalistických sil během španělské občanské války.
Televize byla oficiálně představena ve Španělsku v říjnu 1956 a v říjnu 1973 byli vysílatelé Radio Nacional de España (RNE) a Televisión Española (TVE) sloučeni do jedné Servicio Público Centralizado RadioTelevisión Española.
V roce 1977 se stala nezávislou organizací. O dva roky později se Televisión Española (TVE) a Radio Nacional de España (RNE) připojili k Radiocadena Española (RCE), která na rozdíl od Radio Nacional de España (RNE) mohla vysílat reklamy.
V roce 1980 byla Radiotelevisión Española (RTVE) uzpůsobena zákonem jako právnický subjekt s vlastní jurisdikcí. V roce 1989 byla Radiocadena Española (RCE) oddělena a následně sloučena do Radio Nacional de España (RNE).
Dne 11. června 2013 byla jednou z mála evropských televizních stanic, které kritizovaly uzavření řecké státní televize ERT.

## Televizní stanice
Vlastní televizní servis spadá pod Televisión Española (TVE). Všechny kanály vysílají ve španělštině, s výjimkou TVE Catalunya, která je hlavně ve španělštině s některými programy v katalánštině.
| Logo kanálu | Typy pořadů |
| ----------- | --- |
|             | La 1, hovorově známý La Uno a předtím jako TVE1 a La Primera je všeobecný kanál, který vysílá převážně zpravodajství, zpravodajské pořady, dokumentární filmy, televizní magazíny, španělské a hispánské americké televizní seriály, filmy (zejména španělské a americké filmy) a některé populární sportovní soutěže. Ve Španělsku je jedničkou ve sledovanosti a platí za nejoblíbenější kanál v zemi. |
|             | La 2,hovorově známý La Dos a předtím jako TVE2, Segunda Cadena nebo UHF, vysílá především kulturní programy, severoamerické televizní seriály, dokumentární filmy, španělské a evropské filmy, zpravodajství, debaty a muzikály. Nabízí jinou orientaci než jeho všeobecný sesterský kanál La 1. |
|             | Clan v minulosti nesl jméno Clan TVE. Jedná se o kanál zaměřený na dětské publikum, který v průběhu večera nabízí i programy zaměřené na mládež a v časných ranních hodinách vysílá reprízy pořadů sesterských kanálů. |
|             | Teledeporte vysílá sportovní soutěže, které nemohou být vysílány na kanálech La 1 a La 2 z důvodu nedostatku zájmu ze strany publika. |
|             | 24h je kanál založený v roce 1997, který vysílá 24hodinové zpravodajství, diskuze, analýzy, rozhovory a zprávy. Ve Španělsku se jednalo o první kanál svého druhu. |
|             | La 1 UHD vysílá pořady La 1 v UHD kvalitě. |
|             | TVE Internacional je mezinárodní televizní kanál, který byl založen v roce 1989 a vysílá pořady TVE po celém světě. |

## Rozhlasové kanály
Rozhlasové stanice spadají pod Radio Nacional de España.
| Logo kanálu | Typy pořadů |
| ----------- | --- |
|             | Radio Nacional, dříve známá pod názvem Radio 1, je hlavní rozhlasovou stanicí RTVE. Přenáší hlavně zprávy, ale i jiné pořady. S vysílání se započalo v roce 1937. |
|             | Radio Clásica, dříve známá pod názvem Radio 2, vysílá hlavně klasickou hudbu. Vysílání se datuje od roku 1965. |
|             | Radio 3 vysílá kulturní a alternativní programy zaměřené na mladé lidi. S vysílání se započalo v roce 1979. |
|             | Ràdio 4 je katalánská stanice zaměřená na lidi žijící v Katalánsku, autonomní komunity na severovýchodě Španělska. Byla vytvořena v roce 1988, po uzavření Radiocadena Española. |
|             | Radio 5, dříve známá pod názvem Radio 5 Todo Noticias vysílá zpravodajství 24 hodin denně. Vysílání se datuje od roku 1994. |
|             | Radio Exterior de España nabízí mezinárodní rozhlasové vysílání na krátkých vlnách, s publikem čítajícím 80 milionů posluchačů (vyšší počet má jen BBC a Rádio Vatikán). Stanice je dostupná prostřednictvím DAB ve Španělsku a přes satelit. Přenosy jsou nabízeny ve španělštině, francouzštině, arabštině, latině, portugalštině, ruštině a angličtině. |